# Stambog (Album Amicorum)
 For alternative betydninger, se Stambog. (Se også artikler, som begynder med Stambog)
Stambogen eller Album Amicorum (Vennebog) var en lille bog med blanke blade, som blev anvendt til at lade slægtninge, studiefæller, professorer og andre berømtheder skrive i. Stambogen, ”rejse-lommebogen”, var en skik fra 1500-, 1600- og 1700-tallet i Tyskland og nabolande.

## Baggrund
Stambogsskikken opstod efter Reformationen, hvor det var på mode at samle autografer fra berømte reformatorer. Den ældste kendte stambog er tysk. Den er fra 1542 fra Reformationens arnested Martin Luthers hjemby Wittenberg og indeholder bl.a. autografer af Martin Luther og hans nære samarbejdspartner Philipp Melanchthon. Adelen brugtes stambøger til at samle autografer og hilsner ved festlige lejligheder og dermed markere slægtskab og venskab. Diplomater kunne medbringe stambøger, soldater kunne tage dem med på krigstogter og kunstnere kunne anvende dem som skitsebøger. Dertil kom at stambøger anvendtes af fyrstelige og adelige, som sikrede sig fremmede besøgendes navnetræk, som kunne kaste glans over dem.

## Anvendelse
Når den unge adelsmand eller studerende i 1600- og 1700-tallet tog på dannelsesrejse, var det mode at medbringe en stambog. I stambogen beseglede man sit venskab ved i fællesskab at udfylde et blad i stambogen. Det skete mest ved festlige lejligheder og afskedsfester. Indførelslerne kan være udformet i et kryptografisk sprog, som ikke sagde udenforstående noget. En hilsen blev for det meste suppleret med en angivelse af det universitet og fakultet, hvor han studerede. Man klæbede også prospekter og tegninger i stambøgerne; populære motiver var udsigter over universitetsbyerne eller scener fra studerlivet. Ejeren af stambogen indsamlede også autografer fra professorer og andre ”ældste”, dvs. gejstlige, aristokratiet og berømtheder. Stambogen kunne derfor bruges som et anbefalingsbrev, når en studerende kom til et nyt universitet. Hvis en person med høj social status havde skrevet i stambogen, var der håb om, at det kunne åbne vejen for en mentor eller en velynder ved næste ophold. Efter hjemkomsten havde ejeren et minde og kunne vise, hvilke berømtheder han havde fået til at skrive i stambogen.

## Indhold og indretning
Efterhånden blev skikken med stambøger sat i system. Nogle bogtrykkere specialiserede sig i at fremstille stambøger, og de tilbød bøger med færdiglavet grafik som "stambogsark" eller fortrykt titelblad. Traditionen tilsagde, at en stambog skulle indeholde farvede pennetegninger, men da det ikke kunne forventes at alle havde talent, blev der også fremstilling af tegninger en industri i 1700-tallet. Indbindingen havde også betydning, idet bindene afspejlede, hvor velstående ejeren var. Der var uskrevne regler for indholdet i stambogen. Helst skulle en person af høj stand skrive på den første side, da det senere kunne åbne døre. Indførelslerne var ikke i kronologisk orden, da der traditionelt var et stambogshierarki: personer af høj stand skulle stå først og studentervenner til sidst. Der kan derfor være en del blanke sider forrest i stambøgerne, fordi vennerne af beskedenhed holdt sig til de sidste sider. Nogle stambogsejere startede med at have et sæt løse blade, som de senere kunne sortere og indbinde i den rette rækkefølge. Bidragene gik fra meget personlige hilsner, oftest i poetisk form, over personlige tegninger over klassiske citater til korte hilsener af nærmest formel karakter. Især professorernes bidrag kunne være meget kortfattede, og nogle professorer gik efterhånden over til først at skrive i stambogen, når studenten var dimitteret.
Stambøgerne har haft forskellige navne, Album Amicorum (vennernes album) eller Philotheca Amicorum, (vennernes tempel). I Tyskland havde de trykt titelblad Der Freundschaft geweiht, Denkmal der Freundschaft og lignende. Alt refererer til, at det var vennernes eller mindernes bog.
De mest varierede stambøger findes til begyndelsen af 1600-tallet, hvorefter indholdet bliver mere ensformigt. Stambogen var et personligt eje, som med sit beskedne udstyr og ofte kryptiske bidrag næppe har sagt de næste generationer særlig meget. De første generationer kunne stadig værne om en sjælden stambog, som var et minde om forfaderens rejser, men interessen svandt gennem senere generationer og mange stambøger er gået tabt.

## Betydning
I alt kendes mere end 10.500 stambøger. De største samlinger findes i London, Nürnberg, Weimar og Frankfurt am Main. Stambøgerne er en kilde til kultur- og lærdomshistorie på tværs af landegrænser samt en kilde til personalhistorien. Stambøgerne kan rumme oplysninger om mindre kendte videnskabsmænd.
Stambøger har været et yndet objekt for autografsamlere. Derfor kendes store samlinger af løse blade fra slagtede stambøger, hvor autografsamlere har udskåret blade med betydelige personers bidrag og autografer. Størstedelen af de løse blade er indbundet i autografalbum, resten i andres stambøger.

## Stambøger i Danmark
Stambøger er i Danmark bevaret i Rigsarkivet, Statsbiblioteket, Karen Brahes Bibliotek, Landsarkiverne i Odense, Viborg og Åbenrå samt i Det Kongelige Bibliotek. Det Kongelige Bibliotek rummer en samling på ca. 300 stambøger indtil 1800, hvilket er den største i samling i Danmark. De er beskrevet i fire artikler i Fund og Forskning i Det Kongelige Biblioteks Samlinger. I alt kendes mere end 870 danske stambøger, hvoraf mere end 500 befinder sig i tyske biblioteker og arkiver.
Den ældste danske stambog er fra Wittenberg, påbegyndt 1556. Ejeren var senere biskop i Lund Mogens Madsen. Denne stambog er i dag i Uppsala Universitetsbibliotek. Den ældste stambog i Det kongelige Bibliotek blev påbegyndt i Wittenberg 1557. Ejeren var Albert Beck, født 1539 og søn af rentemester Jochum Beck. En af de ældste holstenske stambøger i Det Kongelige Biblioteks samlinger er bevaret efter Daniel Kröning. Han kom fra Neustadt og anlagde en stambog i 1615, da han drog til Wittenberg. Efter endt uddannelse slog han sig ned i sin fødeby som diakon. En af de seneste stambøger fra 1700-tallet er billedhuggeren Bertel Thorvaldsens stambog, som påbegyndtes i 1796 da han ad søvejen rejste til Italien. Han havde stambogen med under sit lange ophold i Rom og stambogen slutter under hans besøg i Danmark 1819-20, hvor bl.a. forfatteren Jens Baggesen har skrevet i den.
Særlig kendt er Carsten Niebuhrs stambog. Carsten Niebuhr (1733-1815) var en tysk orientalist og opdagelsesrejsende i dansk tjeneste og er især kendt fra den store ekspedition Den Arabiske Rejse, hvor han var den eneste overlevende. Carsten Niebuhr blev født i kurfyrstendømmet Hannover og startede sin stambog i 1757, da han blev indskrevet på Göttingen Universitet, ligeledes i Hannover. Han medbragte sin stambog på Den Arabiske Rejse, hvor den har tjent til Niebuhrs helt personlige erindring, hvilket er til stambogens oprindelige ide.

## Andre typer af stambøger
Begrebet stambog er også anvendt i andre sammenhænge. Et eksempel er H.C. Andersens stambog (også betegnet H.C. Andersens Album), hvor forfatteren helt op til sin død i 1875 selv har indklæbet breve, hilsner, stambogsblade, noder og billeder. Stambogen er således et minde om dem, som H.C. Andersen mødte, altså en vennebog. Balletmester August Bournonvilles stambog 1843-1890 indeholder 76 bidrag fra kunstnervenner, som besøgte familien. Det vil sige, at det er en moderne gæstebog. Det gælder Georg Brandes stambog 1890-1940 på 400 sider. Den er anlagt af datteren Edith Brandes og giver et indblik i Georg Brandes bekendtskabskreds.

## Link til digitaliserede stambøger
Eksempler på stambøger (vennebøger)
- Verner Parsbergs stambog 1595 Link til digital udgave
- Tage Thotts stamborg 1597 Link til digital udgave
- Daniel Krönings stambog 1615 Link til digital udgave
- Carsten Niebuhrs stambog 1757 Link til digital udgave Arkiveret 3. februar 2017 hos  Wayback Machine

## Eksterne hevisninger
- Hjemmeside for RAA – Repertorium Alborum Amicorum Arkiveret 11. juli 2015 hos  Wayback Machine